# Pongycarcinia xiphidiourus
Pongycarcinia xiphidiourus là một loài chân đều trong họ Calabozoidae. Loài này được Messana, Baratti & Benvenuti miêu tả khoa học năm 2002.